# Year of the Dog (album)
Year of the Dog è il terzo album della band scozzese celtic rock Wolfstone.

## Tracce
1. Holy Ground – 3:57
2. Ballavanic – 4:45
3. The Sea King – 6:03
4. Brave Foot Soldiers – 4:50
5. Double Rise Set – 5:25
6. White Gown – 4:26
7. Morag's Reels – 5:19
8. Braes of Sutherland – 7:29
9. Dinner's Set – 4:14

Durata totale: 46:28

## Formazione

### Gruppo
- Duncan Chisholm - violino
- Stuart Eaglesham - chitarra acustica, chitarra elettrica e seconda voce
- Struan Eaglesham - tastiere
- Ivan Drever - voce, chitarra acustica e bouzouki
- Wayne Mackenzie - basso
- Mop Youngson - batteria

### Altri musicisti
- Taj Wyzgowski - chitarra elettrica
- Gordon Duncan - cornamusa
- Phil Cunningham - fisarmonica e fischietto